# Ectemnostega
Ectemnostega is een geslacht van wantsen uit de familie van de Corixidae (Duikerwantsen). Het geslacht werd voor het eerst wetenschappelijk beschreven in 1912 door Günther Enderlein.

## Soorten
Het genus bevat de volgende soorten:

- Ectemnostega darwini Hungerford, 1948
- Ectemnostega quadrata (Signoret, 1885)